# بخش موگا
بخش موگا (به انگلیسی: Moga district) یک بخش در هند است که در پنجاب واقع شده‌است. بخش موگا ۲٬۲۳۵ کیلومتر مربع مساحت و ۹۹۲٬۲۸۹ نفر جمعیت دارد.